# Oreopanax pariahuancae
Oreopanax pariahuancae är en araliaväxtart som beskrevs av Hermann Harms. Oreopanax pariahuancae ingår i släktet Oreopanax och familjen Araliaceae. Inga underarter finns listade.